# 郁久閭伏図
郁久閭 伏図（漢音：いくきゅうりょ ふくと、拼音：Yùjiŭlǘ Fútú、？ - 508年）は、柔然の可汗。那蓋の子。可汗号は他汗可汗（たかんかがん）といい、“緒可汗”という意味である。

## 生涯
太安15年（506年）、那蓋が死去すると、子の伏図が立って、他汗可汗と号し、称元して始平元年とした。10月、伏図は紇奚勿六跋を朝献の使者として北魏に派遣し、和親を結ぶことを願い出た。しかし、宣武帝は使者に回答をしなかった。
始平2年（507年）12月、柔然隷属下の高車人の他莫孤は、部衆を率いて北魏に投降した。
始平3年（508年）9月、伏図は再び紇奚勿六跋を北魏に派遣して、一封の函書を奉じ、また貂の皮衣を献上させた。しかし、宣武帝は受け取らず、先年の説得を繰り返して帰国させた。この頃、伏図は高車王の弥俄突と蒲類海（バルクル湖）北で戦い、これを破る。しかし、北魏龍驤将軍の孟威がやってくることを知ると、伏図は怖れて遁走し、これに乗じて反撃してきた弥俄突に殺害された。柔然では伏図の子の醜奴が即位し、豆羅伏跋豆伐可汗と号した。

## 妻子
- 可賀敦（かかとん:皇后）
  - 侯呂陵氏
- 子
  - 醜奴
  - 阿那瓌
  - 乙居伐
  - 塔寒

## 参考資料
- 『魏書』（列伝第三十二 孟威、列伝第九十一 蠕蠕 高車）
- 『北史』（列伝第八十六 蠕蠕）